# Fontinalis obscura
Fontinalis obscura là một loài Rêu trong họ Fontinalaceae. Loài này được Cardot mô tả khoa học đầu tiên năm 1903.